# بروس روب
بروس روب (بالإنجليزية: Bruce Robb)‏ هو ملحن ومنتج أسطوانات ومغني أمريكي، ولد في 22 أكتوبر 1954.

## وصلات خارجية
- بروس روب على موقع IMDb (الإنجليزية)
- بروس روب على موقع ميوزك برينز (الإنجليزية)
- بروس روب على موقع ديسكوغز (الإنجليزية)
- بروس روب على موقع قاعدة بيانات الفيلم (الإنجليزية)